# Bruchstraße (Braunschweig)

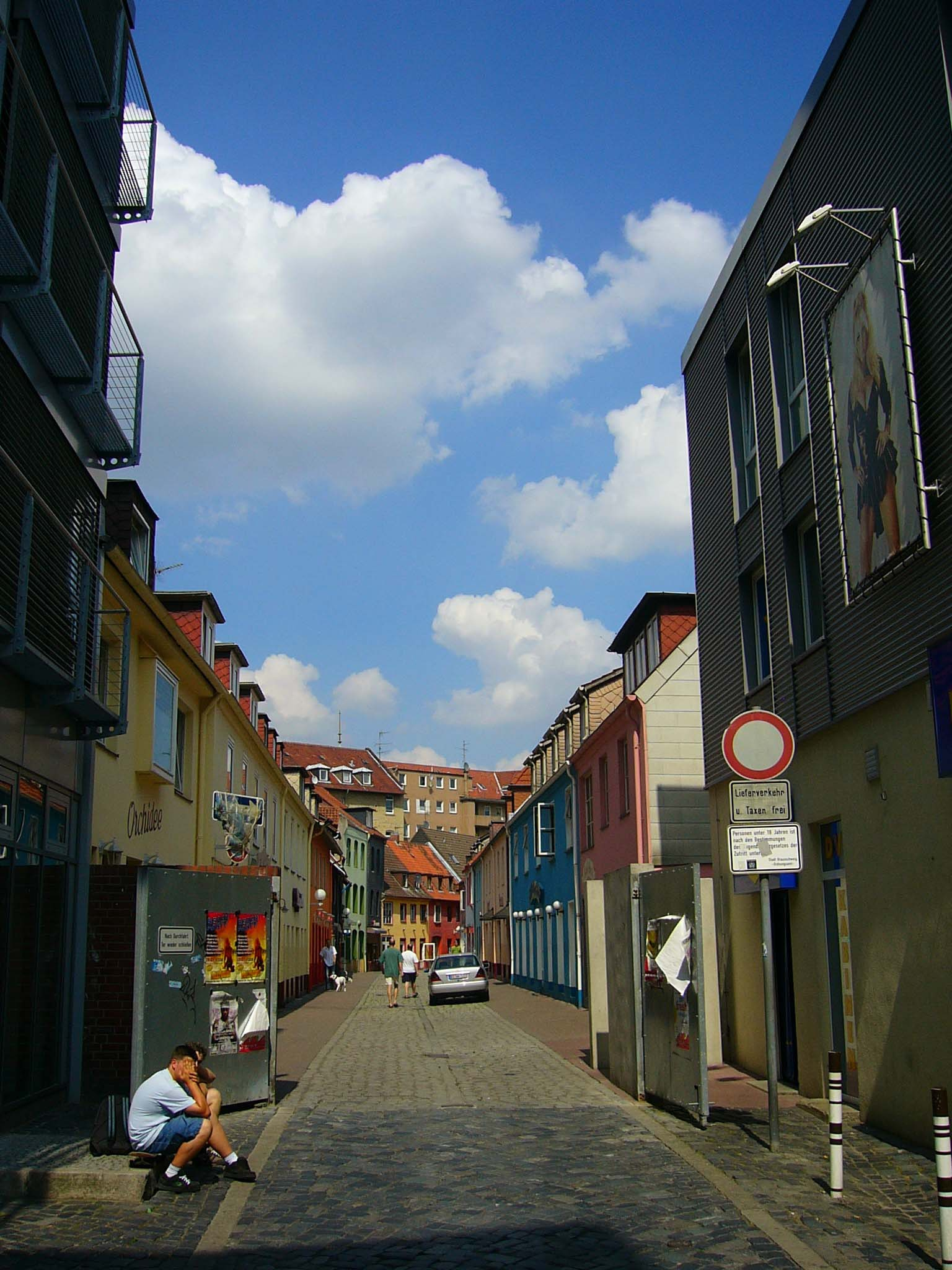
Bruchstraße

De Bruchstraße is een straat in het centrum van de Duitse stad Braunschweig, waarvan de geschiedenis als prostitutiegebied teruggaat tot de Middeleeuwen. Doordat de straat tijdens de Tweede Wereldoorlog weinig last heeft gehad van de bombardementen die grote delen van het stadscentrum verwoestten, telt zij nog steeds 33 vakwerkhuizen die voor prostitutie worden benut. Tot de straat behoort een achterterrein waar de sfeer van een tropisch bordeelcomplex wordt nagebootst.